# Arrondissement Monaco
Monaco is een voormalig arrondissement in het departement Alpes-Maritimes in de Franse regio Provence-Alpes-Côte d'Azur. Het arrondissement werd opgericht op 17 februari 1800 en opgeheven in 1805. De zes kantons werden toegevoegd aan het arrondissement Nice.

## Kantons
Het arrondissement was samengesteld uit de volgende kantons:
- kanton Tende (La Brigue)
- kanton Menton
- kanton Monaco
- kanton Perinaldo
- kanton Breil-sur-Roya (Saorge)
- kanton Sospel